# نوسیارینا
نوسیارینا (به لاتین: Nosiarina) یک منطقهٔ مسکونی در ماداگاسکار است که در سامباوا واقع شده‌است. نوسیارینا ۱۲٬۰۰۰ نفر جمعیت دارد.